# Burg Lanckorona
Die Burg Lanckorona (deutsch Burg Landskrone) ist eine Festungsanlage auf dem Hügel Lanckorońska Góra (552 m) im Pogórze Wielickie, in Lanckorona in der Woiwodschaft Kleinpolen.

## Geschichte
Im Jahr 1274 in der Zeit des polnischen Partikularismus wurde der westlich gelegene Fluss Skawinka zur Grenze zwischen dem Herzogtum Ratibor-Oppeln und Herzogtum Krakau. Die im Jahr 1359 als die Landiscoronese castrum erstmals urkundlich erwähnte Höhenburg schützte die Grenze Polens gegen das Herzogtum Auschwitz, das seit 1327 der Lehnsherrschaft des Königreichs Böhmen unterstand, gegenüber der 1427 erwähnten, schlesischen Burg Barwałd. Der aus dem Deutschen stammende Name Lanckorona bedeutet Landskrone, jedoch schon die erste Erwähnung des Namens der Stadt Lanczkoruna (1366) ist polonisiert.
Seit dem späteren 14./früheren 15. Jahrhundert bis zu den Teilungen Polens war die Burg der Sitz einer Starostei im Kreis Szczyrzyc in der Woiwodschaft Krakau. 1410 umfasste sie 16 Dörfer.
Die Burg spielte eine wichtige Rolle in der Konföderation von Bar. In den Jahren 1769 bis 1771 wurden drei Gefechte um die Burg geführt, wobei die Schlacht bei Lanckorona am 23. Mai 1771 die wichtigste Rolle spielte.
Im Jahr 1774 bestanden neben der Stadt 30 Ortschaften und 5 Vorwerke. Sie wurde von Habsburgern verstaatlicht und als drei separate Güter auf Auktionen verkauft.

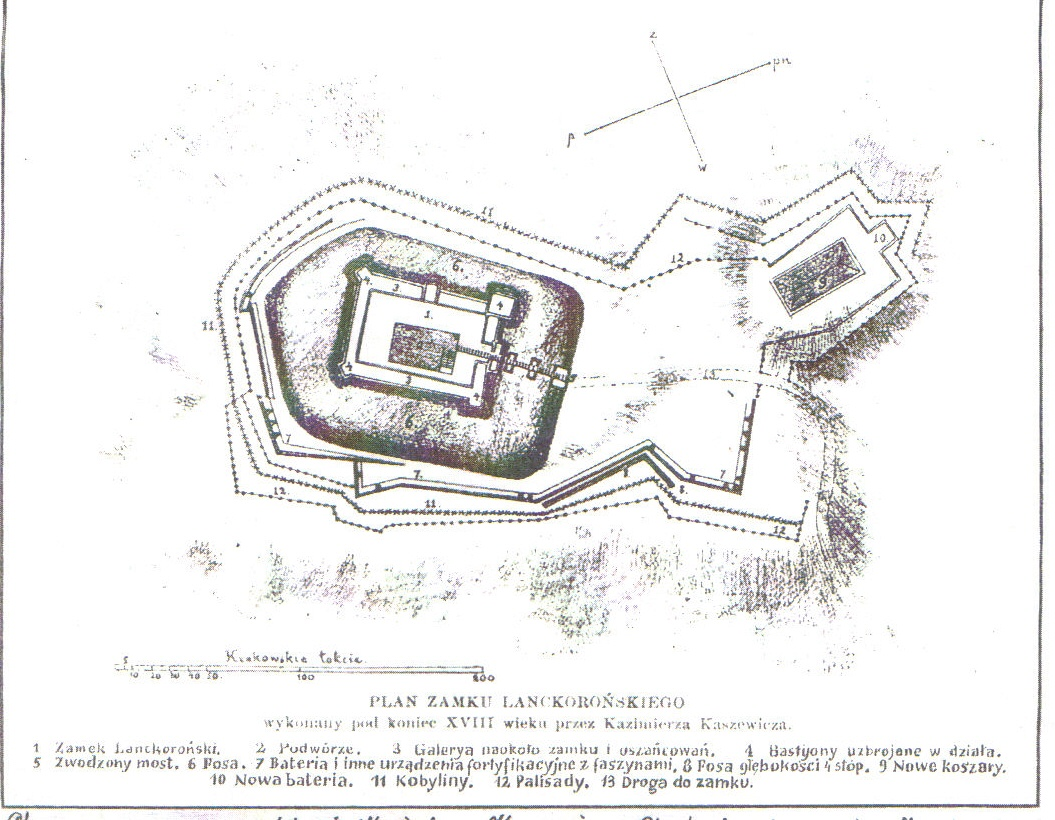
Burg Lanckorona in der Zeit der Konföderation von Bar
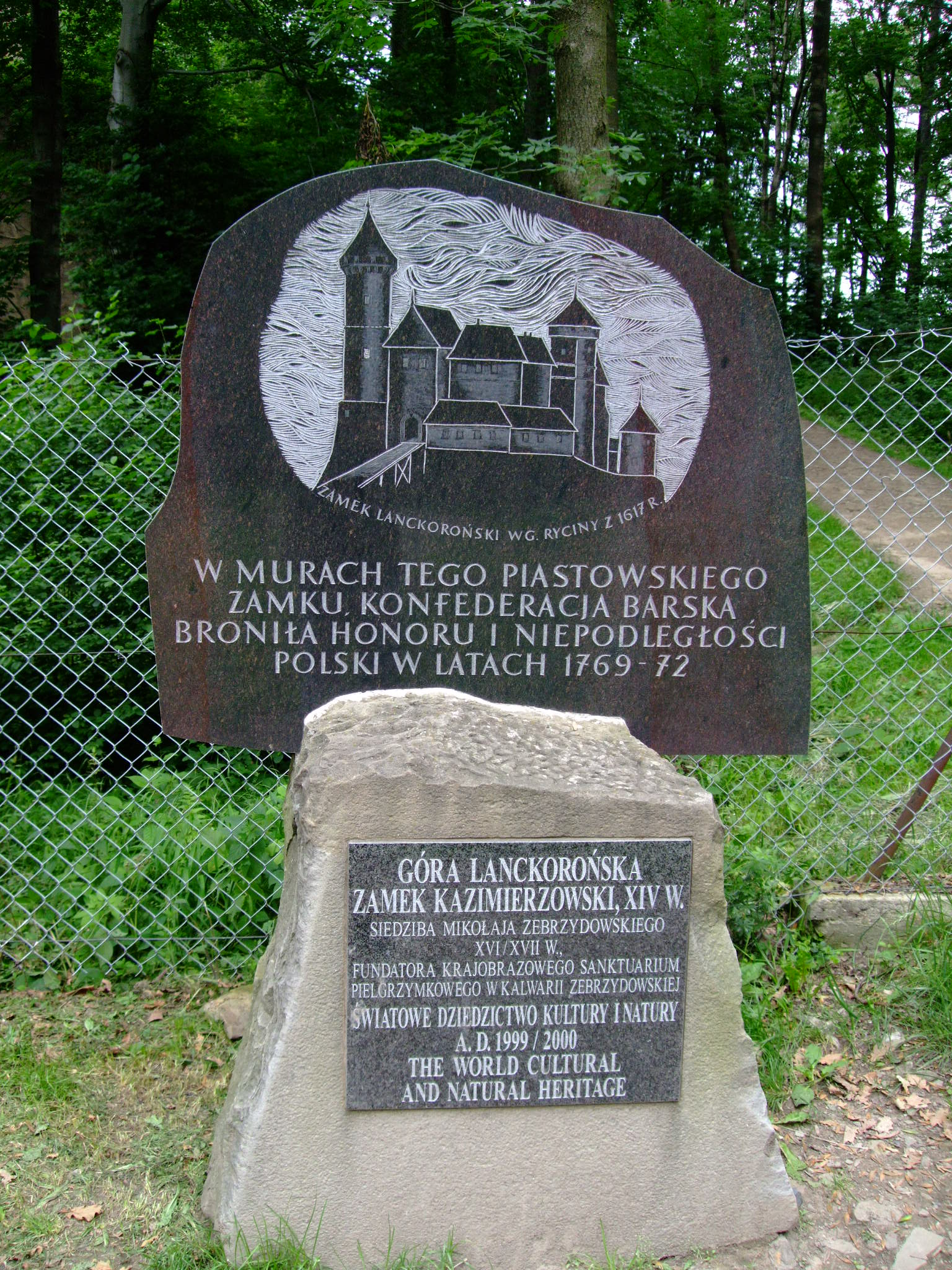
Obelisk (Juli 2009)